# Челе Лигуре
Чѐле Лѝгуре (на италиански: Celle Ligure; на лигурски: Çelle, Целе) е морско курортно градче и община в Северна Италия, провинция Савона, регион Лигурия. Разположено е на брега на Лигурско море, на лигурското Западно крайбрежие. Населението на общината е 5342 души (към 2011 г.).